# Nemaschema paracomitessa
Nemaschema paracomitessa là một loài bọ cánh cứng trong họ Cerambycidae.